# Automatic direction finder

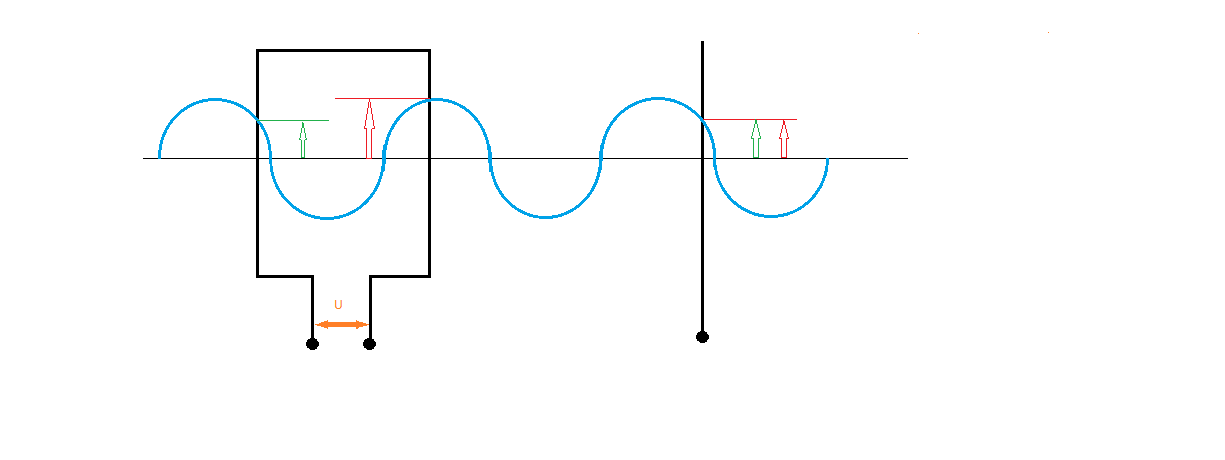
afbeelding 1: radiogolven bij een loopantenne

Een automatic direction finder (ADF) systeem op een vliegtuig is een navigatiehulpmiddel dat wordt gebruikt om de richting van een signaal te bepalen. Voor navigatiedoeleinden zal dit signaal afkomstig zijn van een Non-directional beacon (NDB), maar het is ook mogelijk om andere zenders te ontvangen zoals AM-radiozenders. Ondanks dat het systeem tegen 2005 uit gefaseerd zou worden, is het nog steeds in gebruik op een aantal luchthavens als non precisie nadering (non-precision approach) of als navigatie hulpmiddel voor enkele luchtwegen.

## Gebruik
Een ADF wordt meestal gebruikt om in de richting van een baken te vliegen. Het is niet mogelijk om de positie van het vliegtuig zelf te bepalen met de informatie van één NDB alleen. Het systeem wordt onder andere gebruikt voor:
- En route navigatie: Men kan een route vliegen door middel van baken naar baken te vliegen. Er wordt dan zogenaamd van waypoint naar waypoint gevlogen.
- Holding: Een NDB kan een fix zijn voor een holding pattern. Wanneer men in een holding pattern zit wordt er boven een bepaald punt (een fix) rondjes gevlogen in de vorm van een racebaan. Dit wordt gedaan omdat er soms “gewacht” moet worden om bijvoorbeeld te landen.
- instrument nadering: het ADF systeem kan gebruikt worden om een non precisie nadering uit te voeren op een luchthaven.

## Werking
Het ADF systeem maakt gebruik van twee antennes: een loopantenne en een senseantenne. De loopantenne wordt gebruikt om de hoek van het signaal te vinden ten opzichte van het vliegtuig. De antenne ontvangt het signaal het sterkste als de loop in de richting van de radiogolven staat en zal niks ontvangen als de antenne loodrecht op de golven staat. Op de afbeelding (1) is te zien dat als de antenne in de richting van de golven staat er een faseverschil is in beide zijde van de antenne, hierdoor wordt een spanning u opgewekt. Wanneer de antenne dwars op de golven staat ontvangen beide zijden het signaal gelijktijdig en is er geen faseverschil, dus wordt er ook geen spanning opgewekt in de antenne. Door de antenne te laten roteren kan men zoeken in welke richting het ontvangen signaal het sterkste is.
Hierdoor kan men afleiden welke hoek het signaal maakt met het toestel, maar nog niet uit welke richting het komt, in de afbeelding kan het signaal van links of van rechts komen. Hiervoor wordt de sense antenne gebruikt. Dit is een omidirectionele antenne en zal het signaal steeds hetzelfde ontvangen. De twee signalen worden elektronisch met elkaar vergeleken. Hieruit kan afgeleid worden uit welke richting het signaal komt.

## Nauwkeurigheid en bereik
Een van de grootste reden waarom dit systeem aan het verdwijnen is, is vanwege de lage nauwkeurigheid (ongeveer 5°). Ondertussen zijn er diverse nauwkeurige navigatiesystemen beschikbaar met meer mogelijkheden zoals VOR/DME’s of Preformance based navigation.
Het bereik is afhankelijk van het vermogen van het verstuurde signaal en van de oppervlakte waarover het verstuurd wordt ( een signaal zal verder dragen over water)
- l = 3 √P(W)    over water
- l = 2 √P(W)    over land

### Factoren die de nauwkeurigheid beïnvloeden

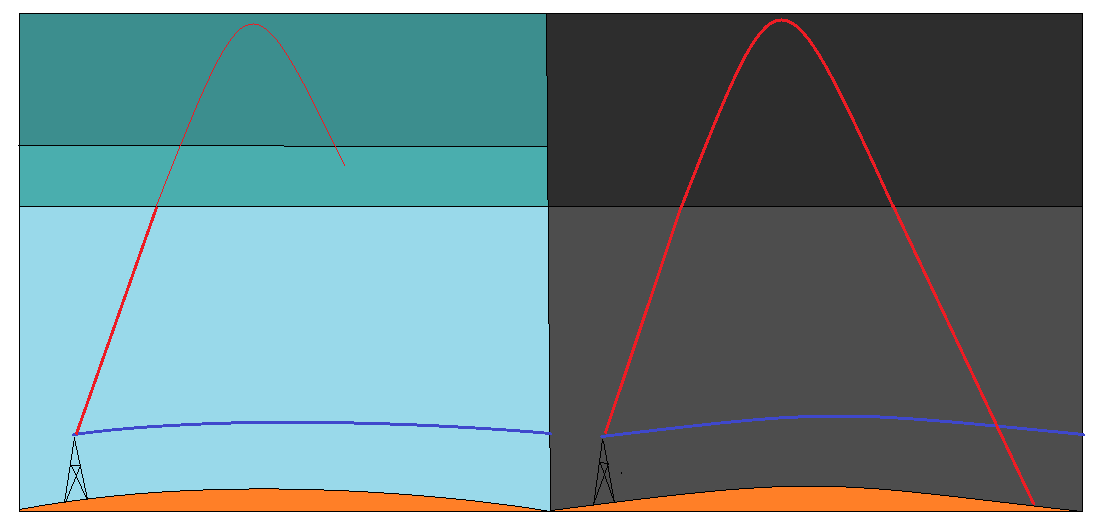
figuur 2: verschil tussen dag en nacht

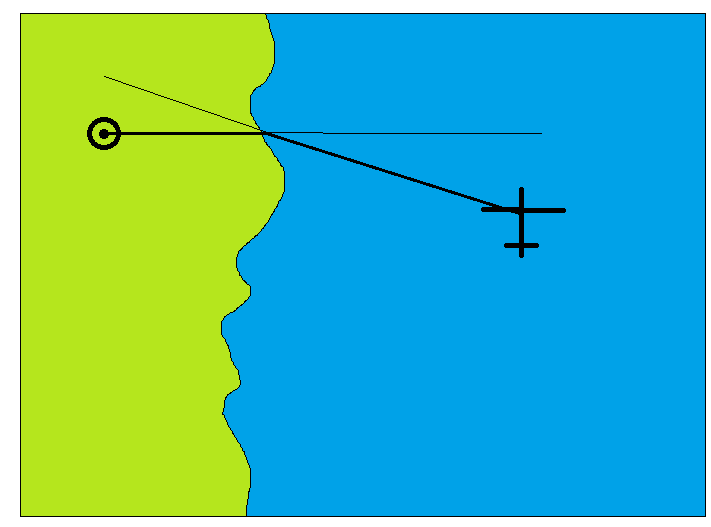
Afbeelding 3: Coastal Refraction

Verder heeft een ADF last van factoren die de nauwkeurigheid verslechteren of het instrument tijdelijk zelfs onbetrouwbaar kunnen maken. Deze factoren zijn:
Statische interferentieStatische elektriciteit kan het signaal fel verstoren. Dit kan afkomstig zijn van de wrijving van deeltjes in de atmosfeer (waterdruppels, ijskristallen, vulkanisch as, zand,...)  tegen de romp van het vliegtuig. Of dit kan afkomstig zijn van onweer.
NachteffectRadiogolven in de LF en MF band gedragen zich 's nachts anders in de atmosfeer als overdag. Om het simpel te stellen, zie het alsof de golven s ’nachts terugkaatsten van de atmosfeer en overdag niet. (LF en MF radiogolven zijn normaal grondgolven, ze volgen de kromming van de aarde). Hierdoor worden 's nachts soms zowel het signaal rechtstreeks van het baken opgevangen en het weerkaatste signaal. Dit brengt het instrument in de war. Ook is het mogelijk om het signaal op te vangen van een zeer veraf gelegen baken op dezelfde frequentie.
Interferentie met het zend stationDoor de “ooit” grote aanwezigheid van LF en MF zendstations was er soms storing doordat er een station in de buurt stond met ongeveer dezelfde frequentie. Door het nacht effect was dit s ‘nachts nog veel erger.
BergeffectBergketens kunnen reflecties van het signaal weerkaatsen en hierdoor het instrument in de war sturen.
Coastal refractionRadiogolven versnellen over water. hierdoor veranderd het signaal lichtjes van richting. Het maakt een hoek met het origineel signaal, een beetje zoals lichtgolven van een rietje in een glas water.
DipEen loopantenne is gemaakt voor gebruik in het verticale vlak. Maar de bakens staan lager als het vliegtuig hierdoor is er ook een kleine horizontale component. Deze kan ook een spanning opwekken in de boven en onderzijde van de loop antenne. Dit kan het instrument in de war sturen.

## Betrouwbaarheid
Een van de grootste problemen met het gebruik van een ADF-systeem is dat het systeem zichzelf niet kan controleren. Bij andere navigatiesystemen zoals een VOR zullen er op het instrument waarschuwingen (warning flags) verschijnen als het systeem een interne fout heeft of als het ontvangen signaal onbetrouwbaar wordt geacht. Een ADF systeem heeft dit niet. Het is daarom essentieel dat wanneer een ADF gebruikt wordt als primair navigatie-instrument de waarde steeds vergeleken wordt met andere navigatiehulpmiddelen.